# Kompetenz kraft Natur der Sache
Die Rechtsfigur der Kompetenz kraft Natur der Sache betrifft die Aufteilung der Gesetzgebungskompetenz zwischen Bund und Ländern in Deutschland. Im Grundsatz haben die Länder gemäß Art. 70 GG diese Kompetenz, sofern ein bestimmtes Sachgebiet nicht in den Art. 70 ff. GG ausdrücklich dem Bund zugewiesen ist.
Allerdings sind in drei Fallgruppen ungeschriebene Kompetenzen des Bundes anerkannt:
- Kompetenz kraft Natur der Sache
- Annexkompetenz
- Kompetenz kraft Sachzusammenhang

Auf eine Kompetenz kraft Gewohnheitsrechts kann sich der Bund dagegen nicht berufen.
Die Kompetenz kraft Natur der Sache besteht nur bei Sachgebieten, die logisch zwingend nur durch den Bund und bundeseinheitlich erfolgen können. Dass es sich um natürliche Bundesaufgaben handelt, muss aus dem Wesen der verfassungsmäßigen Ordnung des Bundes herzuleiten sein. Das ist insbesondere bei der verfassungsrechtlichen Organisation des Bundes anzunehmen. Beispiele sind daher allenfalls die Regelungen der Hauptstadt oder der Nationalhymne, aber auch des Stasi-Unterlagen-Gesetzes. 
Eine ausdrückliche Regelung in Art. 70 ff. GG hat in jedem Fall Vorrang.
Die Gesetzgebungskompetenz muss stets aufgrund einer zwingenden Notwendigkeit entstehen. Die Finanzkraft des Bundes sowie ein überregionales Bedürfnis alleine reichen nicht aus. Das Bundesverfassungsgericht verneint zum Beispiel die Gesetzgebungskompetenz Kompetenz kraft Natur der Sache bei der Regelung der einheitlichen Rechtschreibung, soweit es gesamtstaatlich nicht zu Kommunikationsschwierigkeiten kommt. Daher hat jedes Land weiterhin die Möglichkeit, Rechtschreibreformen zu tätigen.